# Рукометна репрезентација Републике Ирске
Рукометна репрезентација Републике Ирске представља Републику Ирску у међународним такмичењима у рукомету. Налази се под контролом Рукометног савеза Републике Ирске. 

## Учешћа репрезентације на међународним такмичењима

### Олимпијске игре
Није учествовала

### Светска првенства
Није учествовала

### Европска првенства
Није учествовала